# 赤本 (少年向け本)
赤本（あかほん）、あるいは赤本絵本、近代赤本、とは、明治期から出版された少年向きの講談本・落語本で、表紙に赤系統の色が好んで使われ、内容も低俗とみなされたものの俗称である。通常の書籍の流通ルートに乗らず、駄菓子屋や露店などで販売された。

## 概要
近代赤本は明治頃、江戸地本より派生した。地本は錦絵や草草紙本が含まれ、その特に江戸初期のものも「赤本」と呼んだ。
明治時代、もっともはやい時期に出現したのが近代赤本の出版社が大川屋で、貸本業から転じて、明治18/1885年に蔵前通り周辺に出版業を開業した。その他の赤本絵本業者としては、老舗の綱島書店（島鮮堂）、金井信生堂（明治40/1907年頃）、大正期を代表する湯浅春江堂が挙げられる。明治・大正の近代赤本は東京の蔵前界隈が拠点である。
一般の書籍と異なる流通ルートをもち、露店商や玩具商など、組合外の小売り業者での販売が、例外として東京地本彫画営業組合より許されていた。

## 赤本マンガ
そもそも1932年から1933年頃より描き下ろしの漫画本が急増していた。
赤本マンガは、第二次世界大戦後直後の大阪、松屋町周辺が発祥地で、はじめは駄菓子屋での玩具類として出回ったものである。やがて東京でも製作された。のちの貸本マンガの祖である。
1947年に手塚治虫の『新宝島』が40万部とも80万部ともいわれたベストセラーになったのをきっかけに、全国的な赤本漫画ブームを巻き起こした。手塚は続けて『火星博士』、『地底国の怪人』、『ロスト・ワールド』、『メトロポリス』、『来るべき世界』と発表し、その名を日本中に轟かした。
赤本漫画は、描き下ろし本が中心で、発行年度や作者の名前がないものも多い。内容は、ターザンや、美空ひばりや力道山などの有名人といった、当時の流行を取り入れたものもあった。
赤本漫画ブームは1948年から1950年がピークといわれ、1955年には1冊が100円を超えるようになった赤本漫画は悪書追放運動の影響もあって姿を消していった。赤本漫画の終焉と同時期に勃興した、貸本店向けの漫画を供給する形で生き残る赤本漫画の出版元もあり、中央の大手取次とは異なる流通ルートを持つ赤本漫画の流れは、貸本劇画に引き継がれていった。